# Варцо
Варцо (італ. Varzo, п'єм. Vars) — муніципалітет в Італії, у регіоні П'ємонт,  провінція Вербано-Кузіо-Оссола.
Варцо розташоване на відстані близько 590 км на північний захід від Рима, 135 км на північ від Турина, 38 км на північний захід від Вербанії.
Населення — 2076 осіб (2014).
Щорічний фестиваль відбувається 23 квітня. Покровитель — святий Юрій.

## Демографія
Населення за роками:

Станом на 1 січня 2023 року в муніципалітеті офіційно проживав 71 іноземець з 19 країн, серед них 30 громадян країн Євросоюзу та 17 громадян України.

## Сусідні муніципалітети
- Бачено
- Боньянко
- Креволадоссола
- Кродо
- Гренджольс
- Рієд-Бриг
- Траскуера
- Цискберджен